# Back Home (Chuck Berry)
Back Home è un album in studio del cantante statunitense Chuck Berry, pubblicato nel 1970.

## Tracce
1. Tulane – 2:39
2. Have Mercy Judge – 2:40
3. Instrumental – 2:47
4. Christmas – 3:27
5. Gun – 2:45
6. I'm A Rocker – 4:34
7. Flyin' Home – 4:17
8. Fish and Chips – 2:50
9. Some People – 4:10

## Formazione
- Chuck Berry - voce, chitarra
- Bob Baldori - armonica
- Lafayette Leake - piano
- Phil Upchurch - basso